# کلیساشناسی
در الهیات مسیحی، کلیساشناسی مطالعه جماعت کلیسا، تاریخ مسیحیت، رابطه آن با عیسی از دیدگاه مسیحیان، نقش آن در رستگاری، سیاست کلیسایی آن، نظم و انضباط، فرجام‌شناسی و رهبری آن است.
در تاریخ اولیه کلیساشناسی، از مسائل اصلی یکی مربوط به وضعیت اعضای جنتیل بود که در عهد جدید به تحقق کلیسای عهد عتیق یهودیت تبدیل شده بود. ابهامات دیگر این بود که آیا قرار است کلیسا توسط شورایی متشکل از چندین شبان یا یک اسقف واحد اداره شود؟ اسقف رم بر سایر اسقف‌های بزرگ چقدر اختیار دارد؟ نقش کلیسا در جهان، اینکه آیا نجات در خارج از نهاد کلیسا ممکن است یا خیر، رابطه بین کلیسا و دولت، و مسائل الهیات و نیایش‌سرایی و مسائل دیگر از جمله دیگر ابهام‌ها بود.
کلیساشناسی ممکن است در معنای خاص برای توصیف شخصیت یک کلیسا یا یک فرقه مسیحی به کار رود. از این منظر این واژه در عباراتی مانند کلیسای کاتولیک، کلیسای پروتستان و کلیساشناسی نهضت وحدت کلیساها کاربرد دارد.
واژه کلیسای‌شناسی در قرن نوزدهم به عنوان علم سازه و بنا و تزئین‌های کلیسا تعریف شد و هنوز هم در زمینه تاریخ معماری به این معنا استفاده می‌شود.

## پیشینه و ریشه لغوی
ریشه کلمه کلیساشناسی از یونانی ἐκκλησία می‌آید ekklēsia (لاتین: ecclesia) به معنی " جماعت، کلیسا "  و -λογία , -logia، به معنای «کلمات»، «دانش» یا «منطق»، اصطلاحی ترکیبی که در نام‌های علوم یا مجموعه‌های دانش به کار می‌رود.

کلمه مشابه کلیساشناسی برای اولین بار در فصلنامه منتقد بریتانیایی در سال ۱۸۳۷ در مقاله‌ای که توسط یک نویسنده ناشناس نوشته شده بود ارائه شد که آن را اینگونه تعریف کرد:
بنابراین منظور ما از کلیساشناسی، علمی است که می‌تواند به ساخت و عملکرد صحیح کلیسا یا جامعه مسیحی بپردازد. و ممکن است مردان را اعضای آن جامعه تلقی کند، خواه اعضای کلیسای مسیحی به معنای وسیع کلمه، یا اعضای شاخه یا انجمنی از آن کلیسا، که در یک پادشاهی جداگانه واقع شده و بر اساس اَشکال قانون اساسی و انضباط داخلی آن اداره می‌شود.
با این حال، در جلد ۴ ژورنال انجمن کمبریج کمدن، که در ژانویه ۱۸۴۵ منتشر شد، آن جامعه ادعا کرد که آنها کلمه کلیساشناسی: ecclesiology را ابداع کرده‌اند.
کلیساشناس اولین بار در اکتبر ۱۸۴۱ منتشر شد و به مطالعه ساختمان و تزئین کلیساها می‌پرداخت. این به ویژه مرمت کلیساهای انگلیکن را به شکوه گوتیک فرضی خود تشویق کرد و زمان آن در میانه موج بازسازی ویکتوریایی بود که در نیمه دوم قرن نوزدهم در سراسر انگلستان و ولز گسترش یافت. نشریه بعدی آن کلیساشناس امروزی هنوز تا تاریخ ۲۰۱۷ باقی مانده‌است، که توسط انجمن کلیسایی (سازمان خیریه) منتشر می‌شود.
وضعیت ریشه‌شناسی کلیساشناسی توسط آلیستر مک گراث اینگونه خلاصه شده‌است: «کلیساشناسی اصطلاحی است که در الهیات اخیر معنای خود را تغییر داده‌است. قبلاً علم ساختمان و تزیین کلیساها توسط انجمن کمبریج کمدن، و مجله کلیساشناس ترویج می‌شد، امروزه کلیساشناسی مخفف مطالعه ماهیت کلیسای مسیحی است.

## کلیسای کاتولیک

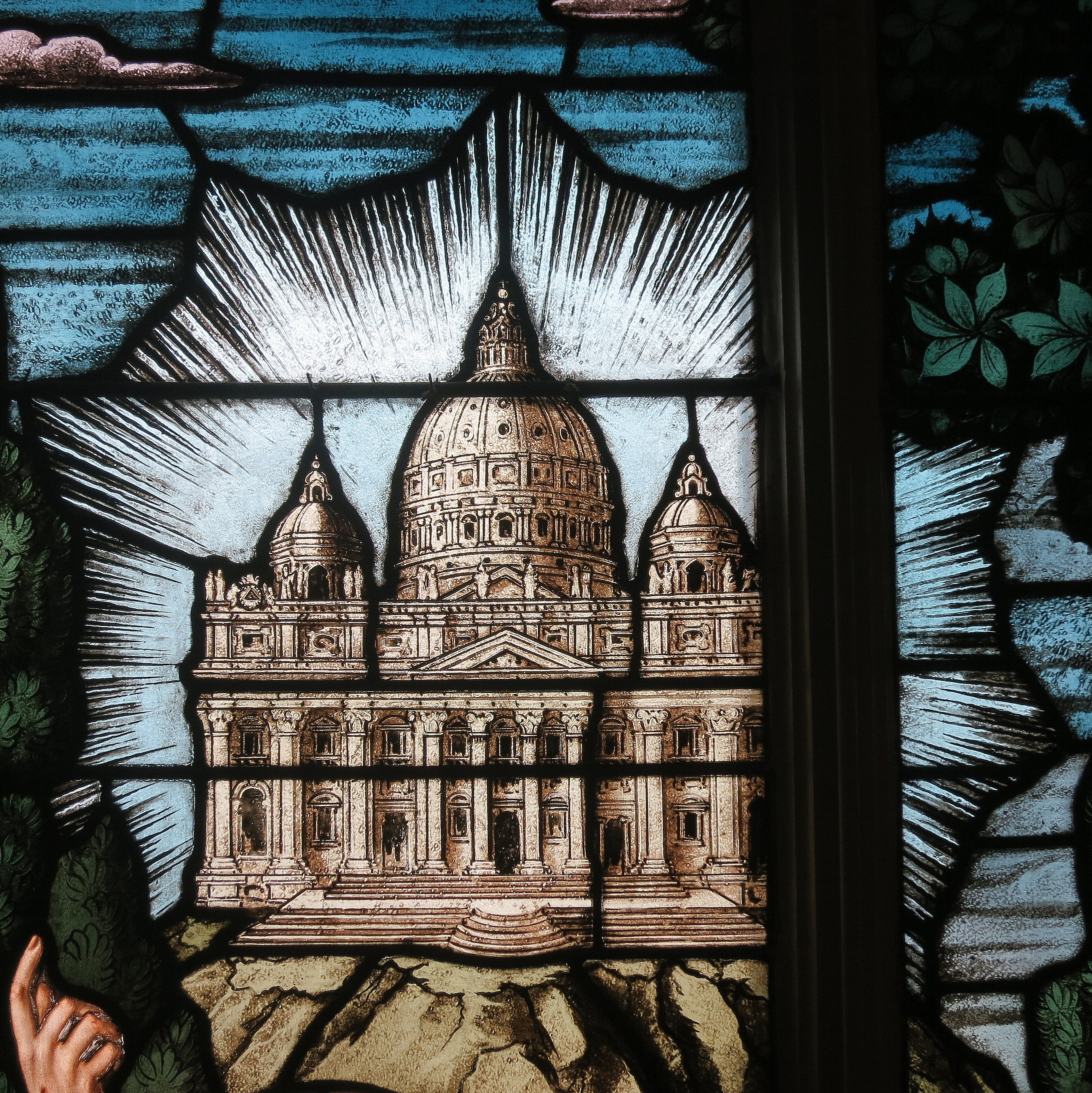
پنجره ای با شیشه رنگی در یک کلیسای کاتولیک که کلیسای سن پیترو در رم را در حال نشستن «بر این صخره» نشان می‌دهد، اشاره ای به متی 16:18. اکثر کاتولیک‌های امروزی عیسی را چنین تفسیر می‌کنند که می‌گوید او کلیسای خود را بر روی صخرهٔ پیتر رسول و سلسله پاپ‌هایی که ادعای جانشینی پترین از او دارند، می‌سازد.

کلیسای کاتولیک امروزه مدل‌ها و دیدگاه‌های متعددی دارد، مانند تمام الهیات کاتولیک از زمان پذیرش نقد علمی کتاب مقدس که در اوایل تا اواسط قرن بیستم آغاز شد. این تغییر به وضوح توسط نوشته‌ای به نام به روح الهی (واژه لاتین) در سال ۱۹۴۳ مشخص شده‌است. کاردینال آوری دالس، کمک زیادی به استفاده از مدل‌ها در درک کلیساشناسی کرد. او در اثر خود مدل‌های کلیسا، پنج مدل اساسی کلیسا را تعریف می‌کند که در طول تاریخ کلیسای کاتولیک رایج بوده‌اند. اینها الگوهایی از کلیسا به عنوان نهاد، به عنوان اشتراک عرفانی، به عنوان آیین مقدس، به عنوان منادی، و به عنوان خدمتگذار را نشان می‌دهند.
مدل کلیسا به عنوان یک نهاد معتقد است که کلیسای کاتولیک به تنهایی «کلیسای واحد، مقدس، کاتولیک و رسولی» است و تنها کلیسایی است که منشأ الهی و رسولی آن را پاپ رهبری می‌کند. این دیدگاه از کلیسا به‌طور جزمی آموزه کاتولیک تعریف شده‌است. در این دیدگاه، کلیسای کاتولیک - متشکل از همه کاتولیک‌های تعمید یافته، اعم از روحانی و غیر روحانی - جامعه یکپارچه و مرئی است که توسط خود عیسی پایه‌گذاری شده‌است و سلسله مراتب آن اقتدار معنوی خود را در طول قرن‌ها از طریق خلافت رسولی به دست می‌آورد. به ویژه از طریق پاپ که جانشینی او از پطرس می‌آید، که مسیح «کلیدهای پادشاهی بهشت» را به او داد؛ بنابراین، پاپ‌ها، از دیدگاه کاتولیک‌ها، دارای صلاحیت جهانی تعیین شده توسط خدا بر کل کلیسای روی زمین هستند. کلیسای کاتولیک بدن عرفانی مسیح و راز جهانی رستگاری در نظر گرفته می‌شود که به وسیله آن مسیح انسان را قادر می‌سازد تا فیض تقدیس‌کننده را دریافت کند.
الگوی کلیسا به عنوان عشای ربانی از دو تصویر اصلی کتاب مقدس، اولی «جسم عرفانی مسیح» (همان‌طور که در نامه‌های پائولین توسعه یافته‌است) و دومی «قوم خدا» استوار است. این تصویر فراتر از مدل ارسطویی-مکتبی است که در قرون گذشته برگزار می‌شد. این مدل کلیسایی مبتنی بر جامعه‌شناسی و بیان دو نوع روابط اجتماعی است: یک جامعه رسمی سازمان‌یافته یا ساختاریافته و یک جامعه غیررسمی یا بین‌فردی. الاهی‌دان کاتولیک آرنولد رادماچر معتقد بود که کلیسا هسته درونی و بیرونی آن جامعه است. در اینجا، به جنبه بین فردی کلیسا اولویت داده می‌شود و این که کلیسای ساختار یافته نتیجه یک اجتماع واقعی از مؤمنین است. به‌طور مشابه، ایو کنگار استدلال کرد که واقعیت نهایی کلیسا، مشارکت افراد است. این نوع کلیساشناسی خود را به روی جهان گرایی باز می‌کند و الگوی غالبی بود که شورای دوم واتیکان در تلاش‌های جهانی خود از آن استفاده کرد. شورا با استفاده از این مدل، تشخیص داد که بدن مسیح در جامعه‌ای مرئی که توسط پاپ و اسقفان در ارتباط با او اداره می‌شود، وجود دارد، اگرچه بسیاری از عناصر تقدیس و ساختار قابل مشاهده حقیقت در خارج از آن یافت می‌شود.

## کلیسای ارتدکس شرقی
از دیدگاه کلیسای ارتدکس شرقی، کلیسا یکی است، اگرچه در بسیاری از مکان‌ها تجلی یافته‌است. کلیسای ارتدکس شرقی با یک کثرت در وحدت و یک وحدت در کثرت عمل می‌کند. برای ارتدکس شرقی هیچ یا بین یک و چند وجود ندارد. هیچ تلاشی برای تابع کردن بسیاری از یک (الگوی کاتولیک رومی) و نه یکی از بسیاری (مدل پروتستان) انجام نمی‌شود. در این دیدگاه، صحبت از کلیسا و کلیساها هم از نظر شرعی و هم از نظر الهیات صحیح است و بالعکس.  از نظر تاریخی، این مفهوم کلیسایی در عمل به عنوان پنج تاج پدرسالاری به کار می‌رفت که در وحدت کلیسایی در پنج تخت بزرگ (رم، قسطنطنیه، اسکندریه، انطاکیه و اورشلیم) تجسم یافته بود. 
بین پاتریارک‌نشین جهانی قسطنطنیه و اسقف نشین مسکو در مورد جدایی بین اولویت کلیسایی و الهیاتی و جدایی سطوح مختلف کلیسایی اختلاف نظر وجود دارد.

## کلیساشناسی کلیسای مشرق
توسعه تاریخی کلیسای مشرق در خارج از مرزهای سیاسی امپراتوری روم متأخر و جانشین شرقی آن، امپراتوری بیزانس، منجر به ایجاد سنت‌های متمایز الهیات مسیحی و کلیسایی آن، نه تنها در مورد مسائل سازمان‌دهی نهادی و اداری داخلی بلکه مسائل مربوط به نظم کلیسایی جهانی شد 

## کلیسای پروتستان

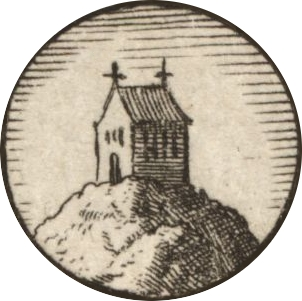
تصویری در قرن هفدهم از ماده هفتم: کلیسا از اعتراف آگسبورگ، که بیان می‌کند: «... یک کلیسای مقدس برای همیشه ادامه خواهد داشت. کلیسا جماعت قدیسان است که در آن انجیل به درستی آموزش داده می‌شود و مقدسات به درستی اجرا می‌شود.» در اینجا متی ۱۶:۱۸ به موعظه و خدمت عیسی به عنوان مسیح اشاره می‌کند، دیدگاهی که در رساله ۱۵۳۷ به‌طور مفصل مورد بحث قرار گرفته‌است.

مارتین لوتر استدلال کرد که چون کلیسای کاتولیک «آموزه فیض» را از دست داد، «این کلیسا ادعای خود را برای در نظر گرفتن کلیسای اصیل مسیحی از دست داده بود.»
این استدلال برای مخالفت کاتولیک‌ها مبنی بر اینکه او در نتیجه جدایی (دین) و بدعت دوناتیسم مجرم است و در هر دو مورد مخالف آموزه‌های اصلی کلیسای اولیه و به ویژه پدران کلیسا ، آگوستین ببه شمار می‌آید؛ کافی بود.

## کلیسای اصلاحات رادیکال
هیچ «کلیساشناسی اصلاح شده رادیکال» وجود ندارد. دیدگاه‌های مختلفی در میان شرکت کنندگان مختلف «اصلاحات رادیکال» ابراز شده‌است.

یکی از کلیدی‌ترین "اصلاح طلبان رادیکال" مننو سیمونز" آناباپتیست " نوشت: 
آنها جماعتی نیستند که فقط نام عیسی را جلال دهند. آنها جماعت واقعی مسیح هستند که به راستی تبدیل شده‌اند، از جانب خدا متولد شده‌اند و با عمل روح القدس از طریق شنیدن کلام الهی، ذهن خود را بازسازی کرده و فرزندان خدا شده‌اند. به اطاعت از او وارد شده‌اند و تمام روزها یا از لحظه دعوت، در احکام مقدس او و به اراده مقدس او زندگی می‌کنند.
این در تضاد مستقیم با کلیساشناسی سلسله مراتبی و هفت‌آیین بود که سنت کنونی کلیسای کاتولیک و همچنین جنبش لوتریانیسم جدید و دیگر اصلاحات پروتستانی را مشخص می‌کرد.
برخی دیگر از کلیساهای اصلاح‌طلب رادیکال معتقدند که «کلیسای واقعی [در بهشت است] و هیچ نهادی بر روی زمین شایسته نام «کلیسای خدا» نیست.»